# Glyphocrangon megalophthalma
Glyphocrangon megalophthalma is een garnalensoort uit de familie van de Glyphocrangonidae. De wetenschappelijke naam van de soort is voor het eerst geldig gepubliceerd in 1918 door De Man.